# Eeva-Liisa Manner
Œuvres principales
Tämä matka (1956)
Eeva-Liisa Manner (née le 5 décembre 1921 à Helsinki — morte le 7 juillet 1995 à Tampere) est une poétesse, romancière, dramaturge, traductrice et critique littéraire finlandaise d’expression finnoise.

## Biographie
Eeva-Liisa Manner est née en 1921 à Helsinki mais passe la majeure partie de son enfance et son adolescence chez ses grands-parents en Carélie, à Viipuri (Vyborg), ville qu’elle doit fuir à l’âge de 18 ans après son annexion par l’Union Soviétique.
Après son baccalauréat, elle travaille tout d’abord pour une compagnie d’assurances, puis dans une maison d’édition. Elle s’intéresse au taoïsme, effectue de longs séjours en Espagne et en Tchécoslovaquie au moment du Printemps de Prague, se liant d'amitié à cette occasion avec le dissident Vaclav Havel.
Eeva-Liisa Manner est, avec Aila Meriluoto, Mirkka Rekola et Tyyne Saastamoinen, l’une des figures de proue du modernisme des années 1950 et 1960. 
Elle est décédée à Tampere le 7 juillet 1995.

## Œuvre poétique
Eeva-Liisa Manner a publié une quinzaine de recueils de poèmes.
- Mustaa ja punaista ("Noir et rouge"), 1944
- Kuin tuuli ja pilvi ("Comme le vent et le nuage"), 1949
- Tämä matka ("Ce voyage"), 1956
- Orfiset laulut ("Chants orphiques"), 1960
- Niin vaihtuivat vuoden ajat ("Ainsi changent les saisons"), 1964
- Kirjoitettu kivi, 1966
- Fahrenheit 121, 1968
- Jos suru savuaisi. Elokuun runot ja muitakin, 1968 et 1980
- Paetkaa purjet kevein purjein ("Voiliers fuyez à voiles légères"), 1971
- Kuolleet vedet ("Eaux mortes"), 1977
- Kamala kissa ja Katinperän lorut ("Horrible chat"), 1985
- Hevonen minun veljeni ("Cheval, mon frère"), 1956 et 1976
- Kirkas, hämärä, kirkas: Kootut runot (Poèmes complets), sous la direction de Tuula Hökkä, Tammi, Helsinki, 1999

## Œuvre romanesque
- Tyttö taivaan laiturilla ("La fille sur le quai du ciel"), roman autobiographique, 1951
- Kävelymusiikkia pienille virtahevoille ja muita harjoituksia ("Musique de promenade pour petits hippopotames et autres exercices"), recueil de nouvelles et d’essais, 1957
- Oliko murhaaja enkeli? (1963), sous le pseudonyme d’Anna September, parodie de roman policier
- Varokaa voittajat ("Gare à vous, les vainqueurs !"), 1972, nouvelle édition 1976
- Proosateokset (Œuvres en prose) sous la direction de Tuula Hökkä, Tammi, Helsinki, 2003

## Œuvre théâtrale
L’œuvre théâtrale d’Eeva-Liisa Manner comprend à la fois des pièces pour la scène et pour la radio.
- Eros ja Psykhe ("Éros et Psyché"), 1959, drame en vers
- Uuden vuoden yö (La nuit du nouvel an), 1964
- Toukokuun lumi ("Neige de mai"), 1966
- Poltettu oranssi — Balladi sanan ja veren ansoista ("Orange brûlée"), 1968
- Varjoon jäänyt unien lähde, 1969
- Vuorilla sataa aina ("En montagne il pleut toujours"), 1970, pièce radiophonique
- Sonaatti (preparoidulle pianolle), 1971
- Kauhukakara ja Superkissa. Kissaleikki, 1982

## Eeva-Liisa Manner en traduction

### enfrançais
- Les eaux mortes + Voiliers fuyez à voiles légères, traduction du finnois et présentation par Aleksi Barrière, L'extrême contemporain, 2024
- Gare à vous, les vainqueurs! traduit du finnois par Yin Rousseau, Union des Théâtres de l'Europe, Paris 2003
- Le rêve, l’ombre et la vision, poèmes choisis et traduits du finnois par Jean-Jacques Lamiche (édition bilingue finnois-français), Orphée/La Différence, Paris 1994
- Le Monde est le poème de mes sens, traduit du finnois par Jean-Jacques Lamiche, Rivages du Nord, Tampere 1988
- Eros et Psyché, traduit du finnois par Roger Richard, 1962

### enallemand
- Promenadenmusik für kleine Flusspferde und andere Übungen, traduit du finnois par Sabine Schmalzer, in Jahrbuch für finnisch-deutsche Literaturbeziehungen 40, Helsinki 2008, p. 62-76
- Die Welt ist eine Dichtung meiner Sinne, anthologie bilingue finnois-allemand, poèmes choisis et traduits du finnois par Ingrid Schellbach-Kopra et Stefan Moster, Heiderhoff Verlag, Eisingen 1996
- Ege, Friedrich, Junge Lyrik Finnlands (anthologie de la poésie finlandaise), Stierstadt Eremiten-Presse 1958
- Der Weg, nouvelle, in Neue finnische Prosa, Deutsche Verlags-Anstalt, 1978

### enanglais
- An evening with M.. Popotamus, nouvelle, traduit par Herbert Lomas in Books from Finland 1/2004
- Selected Poems, choix de poèmes traduits du finnois par Herbert Lomas, Making Waves, Guildford (Surrey) 1997
- Choix de poèmes traduits du finnois par Herbert Lomas in Books from Finland 3/1995
- Bright, Dusky, Bright, choix de poèmes traduits du finnois par Emily Jeremiah, Waterloo Press, Hove (East Sussex) 2009

### enespagnol
- Poesía finlandesa actual, Barcelone 1993
- Poesía nórdica, anthologie de la poésie nordique, poèmes traduits du finnois par Francisco J. Uriz, Ediciones de la Torre, Madrid 1999

### enestonien
- Hüüd tuulde, traduit du finnois par Ly Seppel, Huma, Tallinn 2007
- Häda võitjaile, roman, traduit du finnois par Aivo Lõhmus, Ilmamaa, Tartu, 2000

### enitalien
- Sulla punta delle dita... Poesie 1956-1977, poèmes choisis et traduits du finnois par Maria Antonietta Iannella-Helenius, Filema, Naples, 2001

### ensuédois
- Lekar för enslingar, choix de poèmes traduits du finnois par Bertel Kihlman, FIB: lyrikklubb, Stockholm 1962
- Mainakes hundar, roman (titre original : Varokaa, voittajat), traduit du finnois par Thomas Warburton, Schildts Kustannus oy, Helsinki, 1974

### enukrainien
- Поезії, poèmes traduits du finnois par Vitaly Korotitch, 1973. - Ж. Всесвіт. - Ч. 8

## Eeva-Liisa Manner traductrice
Eeva-Liisa Manner a traduit de l’anglais (Shakespeare, Lewis Carroll…), de l’allemand (Hermann Hesse, Franz Kafka, Georg Büchner…), du danois (les Contes d'Andersen), du grec (Homère) et du suédois (Tomas Tranströmer…) une centaine d’auteurs. 
Sa traduction du suédois du roman Tjurens år, de son compatriote suédophone Oscar Parland, lui a valu en 1964 le prix de traduction Mikael-Agricola.

## Divers
- Ikäviä kirjailijoita (1994) — recueil d’essais (en collaboration avec Tuula Hökkä)
- Kirjoittamisen aika: Eeva-Liisa Mannerin kirjeitä 1963–1969 ("Correspondance, 1963–1969"), sous la direction de Tuula Hökkä, Tammi, Helsinki 2006
- Kirkas, hämärä, kirkas. Kootut runot - Les onze recueils d'Eeva-Liisa Manner regroupés en un seul volume, sous la direction de Tuula Hökkä, Helsinki, Tammi, 2008

## Prix et distinctions

### Prix
- Prix Aleksis Kivi, décerné par la Société de littérature finlandaise, 1961
- Médaille Pro Finlandia, 1967,
- Prix Väinö Linna, 1967
- Prix national de littérature, 1952, 1957, 1960, 1961, 1965, 1967, 1975, 1978
- Prix littéraire de la ville de Tampere, 1956, 1959, 1964, 1968, 1971, 1976, 1982, 1987
- Prix de la pièce radiophonique pour les aveugles, 1969

### Reconnaissance
Depuis 1997, l’Union des écrivains finlandais décerne le prix de poésie Eeva-Liisa-Manner.
La Société Eeva-Liisa Manner, fondée en 2005, a pour objectif de faire connaître l’œuvre de l’écrivaine. Elle est dirigée depuis sa fondation par Marja-Leena Tuurna.
Une plaque commémorative en bronze à la mémoire d’Eeva-Liisa Manner, œuvre du sculpteur Mauno Kivioja, a été apposée sur la façade du numéro 1 de la rue Ojakatu, à Tampere, où l’écrivaine a vécu de 1963 à sa mort.
La vie d’Eeva-Liisa Manner a servi de source d’inspiration à Helena Sinervo pour son roman Runoilijan talossa (Dans la maison du poète) publié aux éditions Tammi à Helsinki en 2004, qui a remporté le prix Finlandia en 2004.

## Sources et bibliographie
Jean-Jacques Lamiche, préface à l’anthologie Le rêve, l’ombre et la vision, Orphée/La Différence, Paris 1994